# Marcel Čermák
Marcel Čermák (* 25. listopadu 1998 Praha) je český fotbalový záložník. Od ledna 2025 působící v týmu FK Dukla Praha.

## Kariéra
V roce 2017 byl poslán z pražské Slávie na hostování do týmu Viktoria Žižkov. Za svoji prozatímní kariéru hrál ve slovinském Aluminij a následně v FK Příbram. Mezi lety 2023 až 2025 nastupoval za Českobudějovické Dynamo.
Dne 16. ledna 2025 podepsal smlouvu s pražskou Duklou. Smlouva je do roku 2027.